# Ryu Mi-yong
Ryu Mi-yong (även transkriberat Ju Mi Yong, samt varianter därav), född 14 februari 1921 i Manchuriet, död 23 november 2016 i Pyongyang i Nordkorea, var en sydkoreansk dissident som 1986 hoppade av till Nordkorea tillsammans med sin make Choe Duck-shin. 1989 efterträdde hon sin make som ordförande för Chondoistiska Chongupartiet. Hon var även chef för den nordkoreanska delegationen för koreansk familjeåterförening och medlem av Högsta folkförsamlingens ständiga utskott.
År 2000 ledde hon en delegation bestående av sydkoreanska dissidenter i återföreningsmöte med sina kvarlämnade familjer.